# Liste europäischer Schriftsteller und Dichter (nach Ländern)
Diese Liste führt die vorhandenen Listen europäischer Schriftsteller und Dichter nach Ländern auf. Dabei wird unterschieden zwischen der
- Staatsangehörigkeit (der Dichter/Schriftsteller ist z. B. Italiener: italienischer Schriftsteller), was aber nicht heißt, dass er seine Werke in italienischer Sprache verfasst;

- Sprache(n), in denen er/sie schreibt (z. B. italienischsprachiger Schriftsteller), wobei der Schriftsteller selbst Italiener, Engländer, Grieche etc. sein kann, Hauptsache ist hierbei, dass er/sie seine Werke auf Italienisch etc. schreibt.

Mehrfachaufführung der Listen ist möglich.
| Land                    | nach Staatsangehörigkeit | nach Sprache |
| ----------------------- | --- | --- |
| Albanien                | Liste albanischer Schriftsteller | |
| Andorra                 | Liste katalanischer Schriftsteller | |
| Belarus                 | Liste belarussischer Schriftsteller (Liste sowjetischer Schriftsteller)                                                                                          | |
| Belgien                 | Liste belgischer Schriftsteller Liste flämischer Schriftsteller                                                                                                  | |
| Bosnien und Herzegowina | Liste bosnischer Schriftsteller | |
| Bulgarien               | Liste bulgarischer Schriftsteller Liste altkirchenslawischer Schriftsteller                                                                                      | |
| Dänemark                | Liste dänischer Schriftsteller Liste färöischer Schriftsteller                                                                                                   | Liste dänischsprachiger Schriftsteller |
| Deutschland             | Liste von Schriftstellern der DDR | Liste deutschsprachiger Schriftsteller Liste deutschsprachiger Lyriker Liste siebenbürgisch-sächsischer Schriftsteller Liste sorbischsprachiger Schriftsteller Liste deutsch-türkischer Autoren |
| Estland                 | Liste estnischer Schriftsteller (Liste sowjetischer Schriftsteller)                                                                                              | Liste estnischsprachiger Schriftsteller |
| Finnland                | Liste finnischer Schriftsteller | Liste finnischsprachiger Schriftsteller |
| Frankreich              | Liste französischer Schriftsteller (alphabetisch) Liste französischer Schriftsteller (chronologisch) Liste französischer Dichter Liste baskischer Schriftsteller | |
| Griechenland            | Liste griechischer Schriftsteller (Antike) Liste griechischer Schriftsteller (Neuzeit)                                                                           | |
| Irland                  | Liste irischer Schriftsteller Liste nordirischer Schriftsteller Liste irischer Dramatiker                                                                        | Liste englischsprachiger Schriftsteller |
| Island                  | Liste isländischer Schriftsteller | Liste isländischsprachiger Schriftsteller |
| Italien                 | Liste italienischer Schriftsteller Liste Südtiroler Schriftsteller                                                                                               | |
| Kasachstan              | Liste kasachischer Schriftsteller (Liste sowjetischer Schriftsteller)                                                                                            | |
| Kosovo                  | Liste albanischer Schriftsteller Liste serbischer Schriftsteller (Liste jugoslawischer Schriftsteller)                                                           | |
| Kroatien                | Liste kroatischer Schriftsteller (Liste jugoslawischer Schriftsteller)                                                                                           | |
| Lettland                | Liste lettischer Schriftsteller (Liste sowjetischer Schriftsteller)                                                                                              | |
| Liechtenstein           | Liste deutschsprachiger Schriftsteller | |
| Litauen                 | Liste litauischer Schriftsteller (Liste sowjetischer Schriftsteller)                                                                                             | Liste litauischsprachiger Schriftsteller |
| Luxemburg               | Liste luxemburgischer Schriftsteller | |
| Malta                   | Liste maltesischer Schriftsteller | |
| Mazedonien              | Liste makedonischer Schriftsteller (Liste jugoslawischer Schriftsteller)                                                                                         | |
| Moldawien               | Liste moldawischer Schriftsteller (Liste sowjetischer Schriftsteller)                                                                                            | |
| Monaco                  | Liste französischer Schriftsteller (alphabetisch) Liste französischer Dichter                                                                                    | |
| Montenegro              | Liste montenegrinischer Schriftsteller (Liste jugoslawischer Schriftsteller)                                                                                     | |
| Niederlande             | Liste niederländischer Schriftsteller Liste flämischer Schriftsteller                                                                                            | Liste niederländischsprachiger Schriftsteller |
| Norwegen                | Liste norwegischer Schriftsteller | Liste norwegischsprachiger Schriftsteller |
| Österreich              | Liste österreichischer Schriftsteller | |
| Polen                   | Liste polnischer Schriftsteller | |
| Portugal                | Liste portugiesischer Schriftsteller | Liste portugiesischsprachiger Schriftsteller |
| Rumänien                | Liste rumänischer Schriftsteller Liste siebenbürgisch-sächsischer Schriftsteller                                                                                 | |
| Russland                | (Liste sowjetischer Schriftsteller) | Liste russischsprachiger Schriftsteller |
| San Marino              | Liste italienischer Schriftsteller | |
| Schweden                | Liste schwedischer Schriftsteller | Liste schwedischsprachiger Schriftsteller |
| Schweiz                 | Liste Schweizer Schriftsteller (deutsch-, französisch-, rätoromanisch- und italienischsprachige)                                                                 | Liste Schweizer Schriftsteller (deutsch-, französisch-, rätoromanisch- und italienischsprachige)                                                                                                |
| Serbien                 | Liste serbischer Schriftsteller (Liste jugoslawischer Schriftsteller)                                                                                            | |
| Slowakei                | Liste slowakischer Schriftsteller Liste slowakischer Dichter | |
| Slowenien               | Liste slowenischer Schriftsteller Liste der slowenischen Schriftsteller und Dichter in Ungarn (Liste jugoslawischer Schriftsteller)                              | Liste der slowenischsprachigen Schriftsteller und Dichter in Ungarn |
| Spanien                 | Liste spanischer Schriftsteller Liste katalanischer Schriftsteller                                                                                               | Liste spanischsprachiger Schriftsteller Liste spanischsprachiger Dichter |
| Tschechien              | Liste tschechischer Schriftsteller | |
| Türkei                  | Liste türkischer Schriftsteller Liste kurdischer Schriftsteller                                                                                                  | |
| Ukraine                 | Liste ukrainischer Schriftsteller (Liste sowjetischer Schriftsteller)                                                                                            | Liste ukrainischsprachiger Schriftsteller (alphabetisch) |
| Ungarn                  | Liste ungarischer Schriftsteller Liste der slowenischen Schriftsteller und Dichter in Ungarn                                                                     | Liste der slowenischsprachigen Schriftsteller und Dichter in Ungarn |
| Vatikanstadt            | (Liste italienischer Schriftsteller) | |
| Vereinigtes Königreich  | Liste britischer Schriftsteller Liste nordirischer Schriftsteller Liste schottischer Schriftsteller                                                              | Liste englischsprachiger Schriftsteller |